# لایو اوک (فلوریدا)
لایو اوک (به انگلیسی: Live Oak) شهری در شهرستان سوانی ایالت فلوریدا است که در سال ۱۸۷۸ بنیان‌گذاری شده‌است. این شهر طبق سرشماری سال ۲۰۱۰ میلادی، ۶٬۸۵۰ نفر جمعیت داشته و مساحت آن نیز ۲۹٫۵ کیلومتر مربع است.